# 丸山謙一郎
丸山 謙一郎（、1938年7月12日 - ）は、日本の俳優。

## 人物・経歴
東宝の専属俳優であり、オール東宝ニュータレント第1期生として俳優デビュー。同期にはスリー・チャッピーズ（桜井浩子、中川ゆき、南弘子）、藤山陽子などがいた。
1966年に放送された円谷プロの特撮作品『ウルトラQ』（TBS系列）に登場するレギュラー・戸川一平役の候補に挙がっていた。
1970年以降、映画出演の記録がない。

## 出演作品

### 映画
- ベビーギャングとお姐ちゃん（1961年） - 相手役の学生
- 妖星ゴラス（1962年） - 鳳号機関員B[5]
- クレージー映画
  - ニッポン無責任野郎（1962年） - 結婚式の受付
  - クレージーの無責任清水港（1966年） - 次郎長の子分
  - クレージー黄金作戦（1967年） - 松田
- 海底軍艦（1963年） - 貨物船員[3]
- 君も出世ができる（1964年） - 東和観光社員、箱根ホテルのエレベーターボーイ（2役）
- 戦場にながれる歌（1965年） - 小川徹二
- 香港の白い薔薇（1965年） - 永原商会社員
- ゴジラシリーズ
  - ゴジラ・エビラ・モスラ 南海の大決闘（1966年） - 若い記者[出典 2]
  - 怪獣島の決戦 ゴジラの息子（1967年） - 小沢[出典 3]
  - 怪獣総進撃（1968年） - 月基地の技師[出典 3]
- レッツゴー!若大将（1967年） - 部員A
- 颱風とざくろ（1967年） - 渡辺
- めぐりあい（1968年） - 関口
- 連合艦隊司令長官 山本五十六（1968年） - 暗号長[要出典]

### テレビドラマ
- のれん太平記（1964年）
- 新・新三等重役（1966年）
- ウルトラシリーズ
  - ウルトラマン
    - 第19話「悪魔はふたたび」（1966年） - 福山宇宙科学研究所・木村助手
    - 第22話「地上破壊工作」（1966年） - 東京TVセンター職員

  - ウルトラセブン
    - 第1話「姿なき挑戦者」（1967年） - 神奈川県警警邏隊巡査（パトカー運転手）
    - 第5話「消された時間」（1967年） - 地球防衛軍・超遠距離レーダー室隊員
- 快獣ブースカ 第30話「スピード銃に気をつけろ!」（1967年） - 城西署警察官
- マイティジャック 第8話「戦慄のオーロラ」（1968年） - ジャンボ機パイロット